# ドナルドの"もう、眠らせて"
『ドナルドの"もう、眠らせて"』（ドナルドのもう、ねむらせて）または『ドナルドの神経衰弱』（ドナルドのしんけいすいじゃく、原題：Drip Dippy Donald）は、ウォルト・ディズニー・プロダクション（現：ウォルト・ディズニー・カンパニー）が製作した1948年3月5日公開のアニメーション短編映画作品。ドナルドダック・シリーズの第75作である。

## あらすじ
深夜、バスで帰路につくドナルド。乗車中も居眠りするほど疲れ果てていたため、自宅に着くとすぐさまベッドに入る。しかし家のそばにある飲食店のネオンサインから漏れる光が気になったためブラインドを閉めるも何故か開いてしまう。怒ったドナルドはブラインドを釘で壁に直接固定し、再びベッドへ戻る。
安心したのも束の間、今度は台所のシンクにある蛇口から滴り落ちる水滴の音に悩まされることになる。蛇口をしっかりと締め直すも何故か水は止まらず、それどころかシンクに置かれた食器と共にメロディーを奏で始める始末。ドナルドは枕に顔を埋めたり布団に(文字通りロール状に)くるまるなどして騒音から逃れようとするも音はだんだん大きくなり、遂にはまるで地震の如く家全体を揺らすほどの音圧に達してしまう。コルクで栓をしたり、ホースで別の場所に水を流そうとするなど試行錯誤を繰り返すうち、最終的には水滴が家中を飛び回るようになってしまい、飛んできた水滴をスポンジで受け止める羽目になってしまった。
スポンジ片手に途方に暮れていると電話が鳴る。相手は水道局で、料金未払いのため今から水道を止めるという通知だった。その直後スポンジに飛び込もうとした水滴は一瞬で蛇口側へ逆戻り。かくしてドナルドVS蛇口の水滴の戦いは幕を閉じたのである。

## スタッフ
- 製作：ウォルト・ディズニー
- 監督：ジャック・キング
- 脚本：ニック・ジョージ
- 音楽：オリバー・ウォレス
- レイアウト：ドン・グリフィス
- 背景：ハワード・ダン
- 原画：エド・アーダル、サンディー・ストロザー

## キャスト
| キャラクター   | 原語版               | 旧吹き替え版 | 新吹き替え版 |
| -------------- | -------------------- | ------------ | ------------ |
| ドナルドダック | クラレンス・ナッシュ | 関時男       | 山寺宏一     |
| バスの運転手   | ?                    | ?            | ?            |
| 水道局員       | ?                    | 江原正士     | ?            |
| ナレーター     | -                    | 土井美加     | -            |

## 日本での公開

### 収録
- 『夢と魔法の宝石箱　がんばれドナルド』（VHS、バンダイ・ホームビデオ、旧吹き替え版）
- 『ドナルドダック・クロニクル Vol.3 限定保存版』（DVD、ブエナ・ビスタ・ホーム・エンターテイメント、新吹き替え版）

## 備考
- TV番組ディズニーランドではドナルド本人がこの話の脚本会議に参加し、登場人物は自分だけと言ったため共演者がいない。
- ストーリーボード上ではデイジーとのデートでクタクタになりバスで帰宅した様子が描かれたが本編ではバスに乗車中のシーンから始まる。